# 도요다 에이지

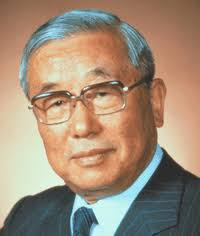

도요다 에이지(일본어: 豊田 英二, 1913년 9월 12일 ~ 2013년 9월 17일)는 일본 아이치현 출신의 토요타 자동차 기업인이다. 토요타 자동차의 사장과 회장으로 재임하는 동안 회사를 수익성 있는 글로벌 기업으로 성장시키는 데 크게 기여했다. 그의 뒤를 이어 도요다 쇼이치로가 도요타의 사장이 되었다. 2013년 9월 17일 심부전으로 세상을 떠났다.

## 경력
도요다는 1933년부터 1936년까지 도쿄 제국대학에서 기계공학을 전공했다. 이 시기에 그의 사촌인 기이치로는 일본 중부 나고야시에 있는 도요다 자동직기 제작소에 자동차 공장을 설립했다. 도요다는 학업을 마치고 사촌의 공장에 합류했으며, 둘은 평생에 걸쳐 깊은 우정을 나누었다. 1938년, 기이치로는 도요다에게 나고야에서 동쪽으로 약 32km 떨어진 고로모 마을(후에 도요타시로 개명)의 적송림 부지에 새로운 공장 건설을 감독하도록 요청했다. 혼샤('본사') 공장으로 알려진 이곳은 현재까지도 토요타 자동차 생산시설의 '모공장'으로 여겨지고 있다.
도요다는 1950년대 초 미시간주 디어본의 포드 리버 루지 콤플렉스를 방문했다. 그는 시설의 규모에 경탄했으나 비효율적이라고 생각되는 부분에 대해서는 비판적이었다. 당시 토요타 자동차는 자동차 제조업에 진출한 지 13년이 되었으며, 총 2,500대가 조금 넘는 자동차를 생산했다. 반면 포드 공장은 하루에 8,000대의 차량을 제조했다. 이러한 경험을 통해 도요다는 미국식 자동차 대량생산 방식을 도입하되 질적인 변화를 주기로 결정했다.
도요다는 베테랑 방직기계공인 오노 다이이치와 협력하여 후에 '도요타 생산방식'으로 알려진 핵심 개념들을 개발했다. 여기에는 조립 라인에서 사용되는 부품에 라벨을 붙이는 바코드의 초기 형태, 간반 시스템이 포함되었다. 또한 이들은 생산 및 노동 비용을 절감하면서 전반적인 품질을 향상시키기 위한 점진적이고 지속적인 개선 과정인 카이젠 개념을 정교화했다.
토요타 자동차의 전무이사로서 도요다는 1950년대에 출력이 부족했던 토요타 크라운 세단으로 미국 시장 진출을 첫 시도했으나 실패했다. 하지만 1968년 회사 사장이 된 후 토요타 코롤라 컴팩트카로 성공을 거두었다. 코롤라 개발 단계에서 부사장이었던 도요다는 당시 나카가와 후키오 사장의 반대를 무릅쓰고 새로 개발된 1.0 리터 엔진, 에어컨, 자동변속기를 코롤라에 장착했다.
토요타 자동차의 제5대 사장으로 임명된 도요다는 지금까지 가장 오래 최고경영자 자리를 지켰다. 1981년에는 사장직에서 물러나 회장직을 맡았으며, 쇼이치로 도요다가 그의 뒤를 이어 사장이 되었다. 1983년, 회장 시절 도요다는 고급차 시장에 진출하기로 결정했고, 이는 1989년 렉서스의 출시로 이어졌다. 도요다는 1994년 81세의 나이로 도요타의 회장직에서 물러났다.

## 말년과 죽음
말년에 도요다는 고관절 질환으로 입원했고, 한동안 휠체어를 사용해야 했으나 여전히 온화한 성품을 유지했으며 스도쿠 퍼즐을 즐겼다. 그는 말년의 대부분을 본사 근처 일본 도요타시의 도요타기념병원에서 치료를 받으며 보냈다.
100세 생일을 맞은 지 5일 만인 2013년 9월 17일, 도요다는 도요타기념병원에서 심부전으로 별세했다. 자동차연구센터의 전 회장인 데이비드 콜은 도요다를 추모하며 "그는 도요타를 성공적인 기업으로 만드는 데 필요한 것을 이해한 진정한 선구자이자 영감을 주는 지도자였다"고 말했다. 피터슨 자동차 박물관의 큐레이터인 레슬리 켄달은 도요다를 헨리 포드에 견줄 만한 일본의 인물이라고 평했다.

## 같이 보기
- 토요타 자동차